# Lista de episódios de Trust Me I’m a Genie
Esta página anexada possui a lista de episódios de Eu Sou um Gênio, desenho animado de 52 episódios. 
| Temporada | Episódios | Exibição no Brasil                          | Período     |
| --------- | --------- | ------------------------------------------- | ----------- |
| 1         | 52        | 17 de Setembro, 2012 - 27 de Novembro, 2012 | 2012 - 2012 |

## 1ª Temporada
| Num | Título                            |
| --- | --------------------------------- |
| 01  | Não Há Benefícios Sem Sacrifícios |
| 02  | Diego Espacial                    |
| 03  | Mais Gelo, Por Favor              |
| 04  | A Guitarra Diego                  |
| 05  | O Exterminador                    |
| 06  | Robotina                          |
| 07  | Diego, O Super-herói              |
| 08  | Beijo Na Tela Grande              |
| 09  | Trapalhadas de Gênio              |
| 10  | Uma Cidade em Crescimento         |
| 11  | O Guarda-costas                   |
| 12  | A Invasão dos Pinguins            |
| 13  | O Jogo de Futebol                 |
| 14  | O Soluço                          |
| 15  | Mini Diego                        |
| 16  | Esportes Radicais                 |
| 17  | TV Via Satélite                   |
| 18  | A Tulipa Negra                    |
| 19  | Karatê Diego                      |
| 20  | Meia-noite Assombrada             |
| 21  | Labirinto do Tesouro              |
| 22  | Jato de Luxo                      |
| 23  | O Retrato de Diego Camelo         |
| 24  | Rumo Ao Desastre                  |
| 25  | Os Mordedores                     |
| 26  | Vamos Pescar                      |
| 27  | Solução Para A Poluição           |
| 28  | Diego, O Mágico                   |
| 29  | Duplo Diego                       |
| 30  | Um Bom Jardineiro                 |
| 31  | Dentro Da Mente                   |
| 32  | Liberte O Diego                   |
| 33  | Caos No Museu                     |
| 34  | Chacoalhando                      |
| 35  | Ilha De Férias                    |
| 36  | A Tela Lunar                      |
| 37  | Os Espirros                       |
| 38  | O Raio Dourado                    |
| 39  | Segredos E Espiões                |
| 40  | Gênio Bom                         |
| 41  | Adicionando Amigos                |
| 42  | Na Lata!                          |
| 43  | Carta Mágica                      |
| 44  | Ganhando As Manchetes             |
| 45  | O Castelo do Diego                |
| 46  | Passageiro A Pé                   |
| 47  | Corra, Diego Corra                |
| 48  | De Volta À Escola                 |
| 49  | Como um Sonho                     |
| 50  | Foto do Ano                       |
| 51  | Um Verdadeiro Bad Boy             |
| 52  | Enfim, Liberdade                  |